# Râul Milearu
Râul Milearu este un curs de apă, afluent al râului Motru. 